# Kapitan (poklic)
Za druge pomene glej Kapitan
Kapitan  [kapitán] je pomorski poklic strokovnjaka za navigacijo in upravljanje plovil oz. ladij.  
Njegova glavna naloga je varno in učinkovito vodenje ladje ter skrb za posadko in tovor, kar ima ključno vlogo v pomorskem prometu. 
Za uspešno opravljanje del in nalog kapitana je ključna kombinacija mornarskih veščin, navigacijskega znanja in vodstvenih sposobnosti. Potrebno je obvladovanje plovbne opreme, razumevanje morskih tokov in vetrov ter usmerjanje posadke v skladu z nalogami in varnostnimi predpisi. Poleg tega so odlične komunikacijske sposobnosti ključnega pomena pri sodelovanju s člani posadke, ladjarji oz. lastniki ladje, agenti in pristojnimi pristaniškimi ter drugimi pomorskimi organi. Zaradi odgovornosti za varnost potnikov in tovora je potrebna tudi pozornost do detajlov ter ohranjanje zaupnosti informacij. Spremljanje sprememb v pomorstvu in tehnoloških trendov je nujno za uspešno vodenje plovila v dinamičnem okolju.
Najvišji pomorski častniški čin se v Slovenski vojski imenuje Kapitan (Slovenska vojska).